# 伊恩·夏迪
伊恩·夏迪（英語：Ian Harte，1977年8月31日—）是一名愛爾蘭足球經紀人，前職業足球員，司職左後衛，以出擊力強見稱，另外夏迪亦是一名罰球專家及十二碼劊子手。

## 生平

### 球會
哈特自1995年起為英格蘭球會列斯聯上陣。當時夏迪與舅父加利·基利均是球隊後防主力，兩人分別司職左右二閘。夏迪憑出色的助攻能力及準確度高的自由球，帶領球隊於九十年代中後期取得不少佳績，該段時間列斯聯是英超四大勁旅之一，亦曾以年青球員為骨幹殺入歐聯四強。夏迪曾於一個球季內射入7球，以一個後衛的入球數字來說，是一個十分可觀的數字。
由於列斯聯於千禧年過後不斷受到債務問題困擾，列斯聯被逼賣走多名球星套現，最後更導致降班。夏迪終於2004年離開母會。
2004年夏迪拒絕了一些英超球會的邀請，加盟了西甲球會利雲特。在利雲特夏迪的表現有下滑的跡象，而球隊亦於翌年降至乙組。夏迪沒有離隊，一年之後球隊再次升上西甲，夏迪一直是利雲特的正選左閘。
2007年夏天，夏迪的前國家隊隊友萊·堅尼所帶領的英超球會新特蘭向其招手，夏迪亦因此重返英超，僅一年，於翌年夏季被棄用。離隊後夏迪曾參加狼隊試訓，但拒絕簽署續場計合約。夏迪再參加及的試訓，最終選擇加盟英冠球隊黑池，先簽署1個月短期合約。2009年2月2日在加盟不足兩個月及僅上陣5場後，雙方同意解約。
2009年2月5日夏迪以短約加盟蘇超球隊聖美倫直到球季結束，但僅一天後即反口拒絕北上。終於3月26日短期加盟英甲球隊卡素爾直到球季結束。4月25日作客1-1賽和，夏迪憑一記20碼外自由球先拔頭籌。球季結束卡素爾保級成功，只上陣3場的夏迪季後獲提供新約，於5月19日簽約確定留隊兩年。2009/10年球季夏迪以出色的表現回報球隊的信任，以後衛身份在各項比賽合共射入18球，成為球隊的首席射手。夏迪亦協助球隊晉級英格蘭聯賽錦標決賽，於2010年3月18日在溫布萊球場以1-4不敵獲得亞軍。他並入選「2010年英甲PFA年度最佳陣容」。
2010/11年球季開季首5場賽事夏迪已射入兩球，雖然於2010年8月延長合約至2012年夏季，但他於8月31日轉會窗關閉前一天轉投英冠球會雷丁。
2012年5月23日，於6月底約滿的夏迪與即將升上英超的雷丁簽署一年合約留隊至2013年6月底。
2013年5月24日，將重返英冠比賽雷丁宣佈有五名球員不獲續約可自由轉會夏迪為其中之一。
2013年6月28日，夏迪加盟剛升上英冠比賽的伯恩茅斯合約為期一年。

### 國家隊
夏迪曾是愛爾蘭國家足球隊的主力成員，在「列斯皇朝」其間，夏迪一直是愛爾蘭隊的正選左後衛，其後卻被曼聯的約翰·奧沙搶走了正選席位。有一段時間夏迪甚至沒有入選大軍之中，直到2005年才重新被選入隊。
這名左後防在國家隊已經射入11個入球，是愛爾蘭隊歷史上入球最多的後衛之一，亦是愛爾蘭隊歷史上入球最多的十名球員。

## 足球經紀人
從職業足球員退役後，夏迪成為足球經紀人，他的客戶之一包括前列斯聯足球會球員傑克·克拉克。

## 榮譽
雷丁
- 英格蘭足球冠軍聯賽 冠軍：2011/12年；

卡素爾
- 英格蘭聯賽錦標 亞軍：2010年；

## 外部連結
- 足球数据库：伊恩·夏迪的球员统计数据
- 伊恩·夏迪於西班牙足球聯賽資料統計 （页面存档备份，存于）